# Шейфер (Міннесота)
Шейфер (англ. Shafer) — місто (англ. city) в США, в окрузі Чисаго штату Міннесота. Населення — 1142 особи (2020).

## Географія
Шейфер розташований за координатами 45°23′22″ пн. ш. 92°45′3″ зх. д. / 45.38944° пн. ш. 92.75083° зх. д. (45.389512, -92.750750).  За даними Бюро перепису населення США в 2010 році місто мало площу 3,29 км², з яких 3,28 км² — суходіл та 0,01 км² — водойми.

## Демографія
Згідно з переписом 2010 року, у місті мешкало 1045 осіб у 379 домогосподарствах у складі 272 родин. Густота населення становила 318 осіб/км².  Було 402 помешкання (122/км²).
Расовий склад населення:
| - 96,4 % — білих - 0,5 % — чорних або афроамериканців - 0,3 % — корінних американців - 0,2 % — азіатів - 1,1 % — осіб інших рас |

До двох чи більше рас належало 1,6 %. Частка іспаномовних становила 2,0 % від усіх жителів.
За віковим діапазоном населення розподілялося таким чином: 33,9 % — особи молодші 18 років, 61,4 % — особи у віці 18—64 років, 4,7 % — особи у віці 65 років та старші. Медіана віку мешканця становила 29,4 року. На 100 осіб жіночої статі у місті припадало 106,9 чоловіків;  на 100 жінок у віці від 18 років та старших — 109,4 чоловіків також старших 18 років.
Середній дохід на одне домашнє господарство  становив 58 495 доларів США (медіана — 53 125), а середній дохід на одну сім'ю — 62 054 долари (медіана — 55 341). Медіана доходів становила 44 250 доларів для чоловіків та 40 313 долари для жінок. За межею бідності перебувало 9,0 % осіб, у тому числі 13,8 % дітей у віці до 18 років та 6,6 % осіб у віці 65 років та старших.
Цивільне працевлаштоване населення становило 526 осіб. Основні галузі зайнятості: освіта, охорона здоров'я та соціальна допомога — 23,2 %, виробництво — 19,6 %, роздрібна торгівля — 13,7 %, будівництво — 11,6 %.